# Jan Zaborowski (sędzia)

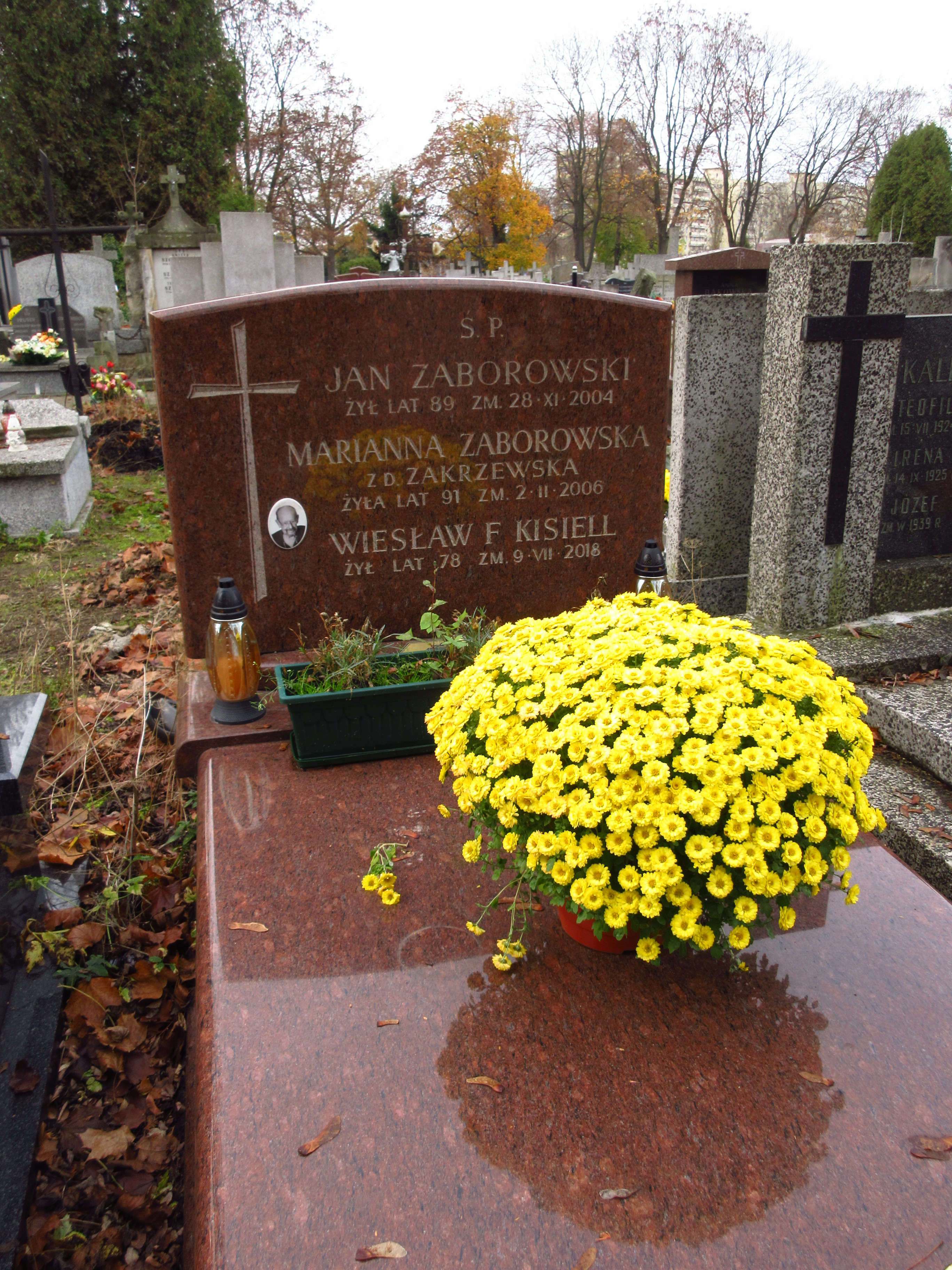
Grób Jana Zaborowskiego na Cmentarzu Bródnowskim.

Jan Zaborowski (ur. 22 marca 1915 w Nowogródku, zm. 28 listopada 2004) – polski prawnik i wojskowy pochodzenia żydowskiego, autor wyroków śmierci na żołnierzy polskiego podziemia niepodległościowego.

## Życiorys
Urodził się w rodzinie żydowskiej. Jego ojcem był Józef Izraelit. W 1936 ukończył studia na Wydziale Prawa i Nauk Społecznych Uniwersytetu Stefana Batorego w Wilnie. Aplikował w nowogródzkim sądzie. Po kampanii wrześniowej (do 8 maja 1940) był więziony w niemieckich obozach jenieckich. Od 1941 do 1943 przebywał w Warszawie, gdzie służył w żydowskiej policji (niem. Jüdischer Ordnungsdienst) tamtejszego getta. Według własnych wspomnień brał udział w powstaniu warszawskim. 
Od 1 lutego 1945 służył w ludowym Wojsku Polskim, a po miesiącu służby powierzono mu obowiązki sędziego w wojskowym sądzie rejonowym w Poznaniu. 5 lipca 1946 mianowano go szefem tego sądu. W opinii służbowej napisano m.in., że miał wyczucie praworządności demokratycznej oraz zrozumienie dla obecnych interesów państwa polskiego. Wśród wszystkich sędziów poznańskich sądów wojskowych wydał najwięcej wyroków śmierci. W wyniku jego orzeczeń stracono co najmniej 36 żołnierzy niezłomnych z terenu Wielkopolski, m.in. z organizacji Zielony Trójkąt, czy oddziału Rudolfa Majewskiego pseudonim Leśniak. 
Od 1948 wykładał m.in. w Oficerskiej Szkole Prawniczej. W 1953 przeniesiono go do rezerwy. Został wpisany na listę warszawskich adwokatów. Był przewodniczącym Głównego Sądu Koleżeńskiego i Komisji Współpracy z Zagranicą ZG PZF. 
Był odznaczony Krzyżem Oficerskim Orderu Odrodzenia Polski. Został pochowany na warszawskim cmentarzu Bródnowskim (kwatera 82A-3-29).